# Santa Cruz das Palmeiras
Santa Cruz das Palmeiras este un oraș în São Paulo (SP), Brazilia.